# نشریه دانشگاهی

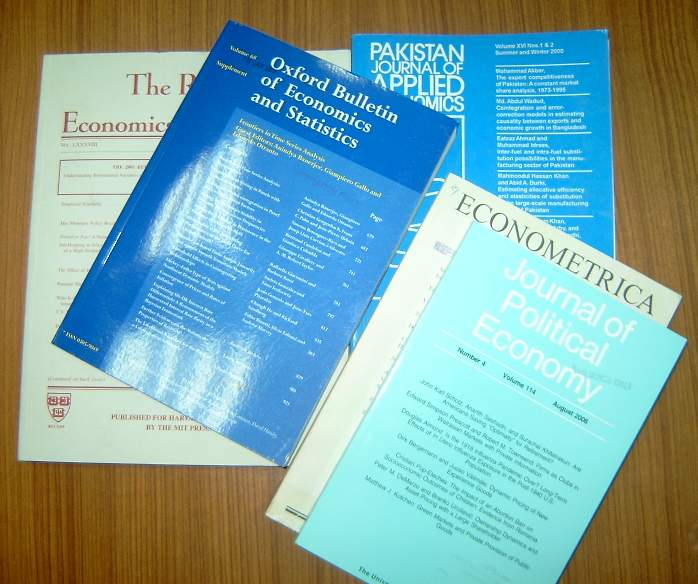
انواع متفاوت نشریه‌های پژوهشی دارای مرور همتا؛ این نشریه‌های نمایش داده‌شده دربارهٔ علم اقتصاد هستند.

نشریه دانشگاهی، مجله دانشگاهی یا ژورنال دانشگاهی (انگلیسی: Academic journal) به نشریه‌ای گفته می‌شود که در آن نتایج تحقیقات علمی و دانشگاهی در یک رشته خاص منتشر می‌شوند و معمولاً مقالات آن پیش از انتشار توسط استادان آن رشته خوانده می‌شود. این نشریه‌های دارای مرور همتا یا داوری است که مطالب دانشورانه مرتبط با یک زمینه خاص علمی و دانشگاهی در آن منتشر می‌شود. مجله‌های دانشگاهی به عنوان قالبی برای معرفی و ارائهٔ پژوهش جدید به منظور بازبینی، و نیز برای نقد پژوهش یا پژوهش‌های موجود به کار می‌روند. این نشریه‌ها راهی برای تحقیقات جدید باز می‌کنند و تحقیقات پیشین را مورد نقد و بررسی قرار می‌دهند.
این نشریات معمولاً دارای سه بخش مقالات اصلی، نقد مقاله و نقد و معرفی کتاب هستند.

## درجه‌بندی در ایران
در ایران، معمولاً نشریات دانشگاهی دارای درجاتی هستند که از سوی وزارت علوم به آنها تعلق می‌گیرد. بالاترین درجه، علمی-پژوهشی است و چاپ مقاله در مجلات علمی-پژوهشی بالاترین امتیاز را برای نویسنده در مجامع دانشگاهی به همراه دارد. درجه علمی-ترویجی نیز درجه علمی دیگری است که به نشریات تعلق می‌گیرد و نسبت به درجه علمی-پژوهشی در ردهٔ پایین‌تری قرار دارد.
برای مشاهده و مطالعه مقالات علمی پژوهشی و علمی ترویجی به عنوان نمونه می‌تواند به دسته‌بندی‌های صورت گرفته در سایت مقاله و پایان‌نامه حسابداری مراجعه نمایید. در این سایت علاوه بر دسته‌بندی پایان‌نامه حسابداری دو دوسته با عناوین "مقاله انگلیسی حسابداری علمی پژوهشی" و "مقاله انگلیسی حسابداری علمی ترویجی" نیز برای استفاده کاربران و دانشجویان حسابداری وجود دارد. همچنین سایر رشته‌ها نیز برای اطلاع از درجه مقالات و نشریات مرتبط با رشته‌های خود می‌توانند سایت‌های موجود در این زمینه به عنوان نمونه "پایگاه اطلاعات علمی جهاد دانشگاهی بایگانی‌شده  در ۳۰ آوریل ۲۰۱۷ توسط Wayback Machine" مراجعه نمایند.

### انواع نشریه از نظر اعتبار
مهم‌ترین معیار جهت سنجش اعتبار نشریات بخش مربوط به داوری آن‌ها می‌باشد. ژورنال‌ها از لحاظ داوری مقالات به دو دسته کلی ژورنال‌های با داوری( Peer Review ) و ژورنال‌های بدون داوری(Non-Peer Review) تقسیم می‌شوند. ژورنال‌های Non-Peer Review فرایند داوری خاصی ندارند و در صورتی که مقالات فرمت و موضوعات تحت پوشش ژورنال را رعایت کرده باشد در این ژورنال‌ها چاپ می‌شوند. 
1. نشریات (High-impact Journals)
2. نشریات نمایه شده در پایگاه‌های معتبر (Indexed Journals in Renowned Databases)
3. نشریات دسترسی آزاد (Open Access Journals)
4. نشریات (Specialized Journals)
5. نشریات منطقه‌ای یا ملی (Regional or National Journals)
6. نشریات (Predatory Journals)
7. نشریات دانشگاهی یا پژوهشی (Academic or Research Journals)
8. نشریات مروری یا نقد (Review or Critical Journals)